# Новосумароковское сельское поселение
Новосумароковское се́льское поселе́ние — муниципальное образование в Бугульминском районе Татарстана Российской Федерации.
Административный центр — село Новое Сумароково.

## История
Статус и границы сельского поселения установлены Законом Республики Татарстан от 31 января 2005 года № 18-ЗРТ «Об установлении границ территорий и статусе муниципального образования „Бугульминский муниципальный район“ и муниципальных образований в его составе».

## Население
| 2010 | 2011 | 2012 | 2013 | 2014 | 2015 | 2016 |
| ---- | ---- | ---- | ---- | ---- | ---- | ---- |
| 541  | ↘540 | ↘536 | ↘520 | ↘517 | ↘505 | ↘485 |
| 2017 | 2018 |      |      |      |      |      |
| →485 | ↘471 |      |      |      |      |      |

## Состав сельского поселения
| № | Населённый пункт | Тип населённого пункта            | Население |
| - | ---------------- | --------------------------------- | --------- |
| 1 | Аргуновка        | посёлок железнодорожного разъезда |           |
| 2 | Новое Сумароково | село, административный центр      |           |
| 3 | Ростовка         | село                              |           |
| 4 | Якты-Ялан        | деревня                           |           |